# Mastigophora mascarenica
Mastigophora mascarenica là một loài rêu tản trong họ Lepicoleaceae. Loài này được (Mitt.) Stephani miêu tả khoa học lần đầu tiên năm 1891.